# Gottlob Frege
Friedrich Ludwig Gottlob Frege (Wismar, 8 de noviembre de 1848 - Bad Kleinen, 26 de julio de 1925) fue un matemático, lógico y filósofo alemán. Se le considera el padre de la lógica matemática y de la filosofía analítica, concentrándose en la filosofía del lenguaje y de las matemáticas. Frege desarrolló su carrera en relativa oscuridad como catedrático de matemáticas de la Universidad de Jena, largamente ignorado por la comunidad filosófica y matemática. Es principalmente gracias a Giuseppe Peano (1858-1932) y a Bertrand Russell (1872-1970), que hicieron una gran labor de divulgación de la obra de Frege, que Frege llegó a ser conocido por generaciones posteriores de filósofos y matemáticos.
Frege ideó un programa logicista destinado a explorar los fundamentos lógicos y filosóficos de las matemáticas y del lenguaje natural. Estaba convencido de que las matemáticas y el lenguaje podían ser reducidos a la lógica. Para demostrar este fin, Frege exploró los fundamentos lógicos de ambos campos, y en ese proceso dio a luz a la lógica matemática moderna y a los primeros trabajos modernos en filosofía del lenguaje. Sus intereses filosóficos, su estilo simple, claro y riguroso, y su influencia sobre Bertrand Russell, Ludwig Wittgenstein, y el Círculo de Viena fueron el germen de la filosofía analítica. 
Las dos obras fundamentales de Frege son su Begriffsschrift (1879, habitualmente traducido como Ideografía), que sentó las bases de la lógica moderna, y su Grundlagen der Arithmetik (1884, Fundamentos de la Aritmética), donde estableció los fundamentos filosóficos de las matemáticas. Su obra más leída en la actualidad es su artículo seminal Über Sinn und Bedeutung (1892, Sobre el sentido y la referencia), obra fundamental de la filosofía del lenguaje.

## Biografía

### Nacimiento y formación
Frege nació en 1848 en Wismar, por entonces perteneciente al Gran Ducado de Mecklemburgo-Schwerin, actual Alemania. Su padre, Carl (Karl) Alexander Frege (1809–1866), era el cofundador y director de un colegio femenino. A la muerte de Carl en 1866, el colegio pasó a ser dirigido por su madre Auguste Wilhelmine Sophie Frege (apellido de soltera Bialloblotzky, 1815-1898), descendiente de una familia noble polaca y, por vía materna, del humanista Philipp Melanchthon.
Durante su infancia, Frege fue expuesto a muchos de los aspectos que marcarían su carrera filosófica. Por ejemplo, su padre escribió un libro de texto sobre la lengua alemana tituladoHülfsbuch zum Unterrichte in der deutschen Sprache für Kinder von 9 bis 13 Jahren (2 ed., Wismar 1850; 3rd ed., Wismar and Ludwigslust: Hinstorff, 1862). La primera sección de dicho libro trata sobre la estructura lógica del lenguaje.
Frege estudió en el gymnasium de Wismar, donde se graduó en 1869. Fue su profesor de literatura, Gustav Adolf Leo Sachse (1843-1909), quien insistió en que Frege continuara sus estudios en ciencias naturales en la Universidad de Jena.
Frege se matriculó en matemáticas la Universidad de Jena en la primavera de 1869 como ciudadano de la Confederación Alemana del Norte. Estudió durante dos años en Jena, donde atendió 20 asignaturas, la mayoría en matemáticas y en física, aunque también atendió clases de filosofía kantiana. Frege fue estudiante de los físicos Christian Philipp Karl Snell (1806-1886) y Hermann Karl Julius Traugott Schaeffer (1824-1900), y del filósofo kantiano Kuno Fischer (1824–1907). Sin embargo, su profesor más importante fue el físico Ernst Karl Abbe (1840–1905), que enseñaba gravitación, electrodinámica, mecánica de sólidos, y análisis de variable compleja. Frege mantuvo una relación de estrecha amistad con Abbe, que actuaría como el mentor de Frege a lo largo de toda su carrera.
Abbe era una figura crucial en Jena. Había ayudado a la familia Zeiss a establecer la empresa de productos ópticos Carl Zeiss AG, y como director técnico de la misma desde 1866 había revolucionado su producción hasta convertirla en uno de los grandes conglomerados empresariales alemanes. Abbe había sido nombrado director de la fundación Carl Zeiss, que recibía casi la mitad de los beneficios de la empresa de productos ópticos Carl Zeiss AG, y usaba su puesto para promover la investigación científica. Frege sería uno de los grandes beneficiarios de la generosidad de la fundación Zeiss por vía de Abbe.
En 1871, una vez graduado en Jena, Frege pasó a estudiar en la Universidad de Gotinga, por entonces la universidad más reputada en matemáticas. Estudió con Rudolf Friedrich Alfred Clebsch (1833–72; geometría analítica), Ernst Christian Julius Schering (1824–97; teoría de funciones), Wilhelm Eduard Weber (1804–91; física aplicada), Eduard Riecke (1845–1915; electricidad), y Hermann Lotze (1817–81; filosofía de las religiones). Muchas de las doctrinas filosóficas de Frege tienen paralelos con las de Lotze; hasta qué punto Lotze influyó en Frege es un debate que continúa abierto en la actualidad
En 1873 Frege obtuvo su doctorado bajo la dirección de Ernst Schering, con una tesis doctoral titulada "Ueber eine geometrische Darstellung der imaginären Gebilde in der Ebene" ("Sobre una representación geométrica de formas imaginarias en el plano"), en la que trató de resolver problemas fundamentales relacionados con la interpretación matemática de la proyección geométrica de puntos imaginarios en el infinito.
Frege se casó con Margarete Katharina Sophia Anna Lieseberg (15 de febrero de 1856 - 25 de junio de 1904) el 14 de marzo de 1887.  La pareja tuvo al menos dos hijos, quienes lamentablemente fallecieron jóvenes. Años más tarde, adoptaron a un hijo, Alfred. Sin embargo, se sabe poco más sobre la vida familiar de Frege.

### Jena, 1874-1893
En mayo de 1874, Frege regresó a Jena tras completar su Habilitationsschrift con una tesis sobre la teoría de los números complejos titulada Rechnungsmethoden, die sich auf einer Erweiterung des Größenbegriffes Gründen ("Métodos de cálculo basados en una generalización del concepto de talla"). Había obtenido por mediación de Abbe el puesto de privatdozent, un puesto no remunerado que por entonces era el primer escalafón en la carrera académica en Alemania.   

#### Ideografía(1874)
Durante sus primeros años en Jena, Frege enseñó matemáticas. Igualmente, los primeros trabajos de Frege fueron en análisis complejo y geometría, donde parecía tener una carrera prometedora. Qué le llevó a realizar el salto a la filosofía de las matemáticas no está claro. Parece que su interés por los fundamentos filosóficos de las matemáticas fueron relativamente precoces, y que comenzó a estudiar la justificación matemática de los números enteros a su regreso a Jena. En este proceso, hubo de darse cuenta de que las matemáticas contemporáneas eran incapaces de ofrecer una justificación formal, lo que podría haberle llevado a desarrollar un nuevo tipo de lógica capaz de abordar este problema. Esto podría haberle llevado a los resultados que presentó en su Ideografía.
Parece que en el transcurso de estas investigaciones preliminares, Frege llegó a la conclusión de que la aritmética tenía que ser parte de (o podía ser reducida a) la lógica formal. Como reflejaría posteriormente, la capacidad de una persona para familiarizarse con los números naturales no podía estar relacionada con su experiencia directa o con el espacio geométrico, sino con el lenguaje y la capacidad analítica de raciocinio generalmente conocida como lógica. Este tipo de interpretación filosófica de las matemáticas es habitualmente conocido como logicismo.  
En 1879, Frege se estableció como uno de los defensores máximos de esta escuela al publicar su primera gran obra, la Ideografía (Begriffsschrift). La Ideografía que da nombre a la obra se refiere al conjunto de símbolos y a la sintaxis formal que Frege desarrolló a fin de clarificar las relaciones lógicas contenidas en el lenguaje ordinario. Desde Aristóteles, la lógica había estado fundamentada en el cálculo proposicional, en base al cual la verdad o falsedad de una oración se establecía por medio de una serie de operadores lógicos (negación, conjunción, disyunción,...) que permitían desarrollar silogismos.  

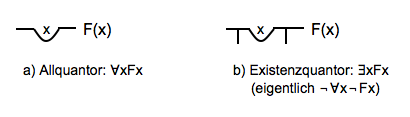
Notación tabular que Frege usó en su Ideografía (1874), comparada con la notación abreviada usada en la actualidad.

La Ideografía de Frege contenía el primer tratamiento sistemático de la lógica proposicional, que era introducida de una forma axiomática, por medio de la cual todas las leyes de la lógica podía ser deducidas. La mayor contribución de Frege fue, en todo caso, la invención de la teoría de la cuantificación. Con base en ésta, Frege fue capaz de expandir el ámbito de los operadores lógicos para poder estudiar la validez lógica de expresiones que contuvieran afirmaciones como todo, nada, algunos, cualquiera, etc. Esto constituyó un hito en la historia de la lógica formal, y la mayor aportación al campo desde Aristóteles.
La notación que Frege introdujo en su Ideografía, aunque elegante, era difícil de reproducir en la imprenta, y muy laboriosa y extensa: era tabular y bidimensional, lo cual no fue apreciado ni por los editores y ni por lectores del libro. Frege fue además incapaz de separar su compleja notación de la semántica y lógica sintáctica que ejemplificaba. Ocultos bajo una notación muy difícil de penetrar, la mayor parte de los teoremas de lógica proposicional y de las muchas ideas cruciales que desarrollaba en la Ideografía fueron completamente ignorados por la comunidad académica.  
De hecho, la Ideografía fue recibida con una inusitada hostilidad, generalmente causada por la dificultad de la notación que usaba. Además, Frege había ignorado abiertamente los recientes trabajos de George Boole y de Ernst Schröder en lógica formal. Aunque la obra de tanto Boole como de Schröder era sobre todo un intento de algebrificar la lógica clásica, Frege no hizo ningún intento de comparar los sistemas de ambos al suyo propio. Esto supuso que su creación de la lógica proposicional y de segundo orden quedaran ocultos para la mayor parte del público bajo una patina de notación. Schröder en particular fue muy hostil; en su reseña de la Ideografía, comparó la notación a "introducir nociones de Japonés sin hacer nada mejor que Boole, y haciendo muchas cosas peor."
Aunque pobremente recibida, la Ideografía le valió para que, con la ayuda de Abbe, Frege consiguiera el puesto de profesor que ocuparía hasta su retiro. Entre 1879 y 1884 Frege se dedicó a responder a reseñas hostiles del Begriffsschrift y a tratar de explicar en qué se distinguía esta obra de la Boole.

#### Grundlagen(1884)
A fin de evitar las críticas que su notación ideográfica había recibido, Frege escribió su siguiente gran obra, el Grundlagen der Arithmetik ("Leyes Fundamentales de la Aritmética") en un estilo completamente distinto, evitando el uso de un lenguaje simbólico. El Grundlagen es la primera obra donde Frege propone que la aritmética es derivable de la lógica aunque, debido a las críticas vertidas al Begriffsschrift, la defensa que Frege hace de esta tesis no es enteramente formal. 
Aunque el Grundlagen es quizás la obra más importante de Frege, su recepción fue aún más fría que la del Begriffsschrift: solo recibió tres reseñas, y todas ellas fueron hostiles. No está claro por qué el Grundlagen fue tan fríamente recibido. Se ha pensado que, habiendo abandonado toda notación simbólica, su contenido podría haber resultado aun así demasiado técnico para los filósofos, y demasiado filosófico para los matemáticos que trabajaban en este campo. Dedekind ignoró por completo el libro, Cantor lo criticó con hostilidad, y Hilbert lo rechazó por entero.    
Pese a la incomprensión general, el Grundlagen propone dos tesis totalmente radicales: por un lado, que cada número es un objeto que existe por sí mismo; por otro, que asignar un número a una oración es una aserción sobre un concepto. Esto significa que Frege rechazaba que los números fueran una propiedad que pertenece a un individuo o un colectivo, y que también rechazaba que los números fueran una propiedad subjetiva, dependiente del individuo. Esto separaba de forma radical a la lógica de la psicología (algo de lo que los filósofos empiricistas habían abusado), y de la epistemología (algo frecuente entre los filósofos racionalistas en la tradición de Descartes). 
En 1887 se casó, tardíamente, con Margarete Katharina Sophia Anna Liesebe (1856-1904). Aunque se desconocen los detalles de su vida privada, tendrían dos hijos que morirían en la infancia, y adoptarían a un niño, Alfred Frege. 
La década que siguió a la publicación del Grundlagen fue un período productivo para Frege. Es en este tiempo donde se centra en estudiar la filosofía del lenguaje, donde por medio de tres artículos publicados en 1891 y 1892 cambiaría para siempre el campo. El más importante de estos es Über Sinn und Bedeutung ("Sobre el sentido y la referencia"), donde Frege traza una distinción entre lo que él llama el sentido de una expresión, y su referencia. Según Frege, el sentido y la referencia son dos aspectos distintos del significado. Para él tanto las expresiones de objeto como las de concepto tienen una referencia (un objeto al que se refiere) y un sentido (una forma de hablar de ese objeto).

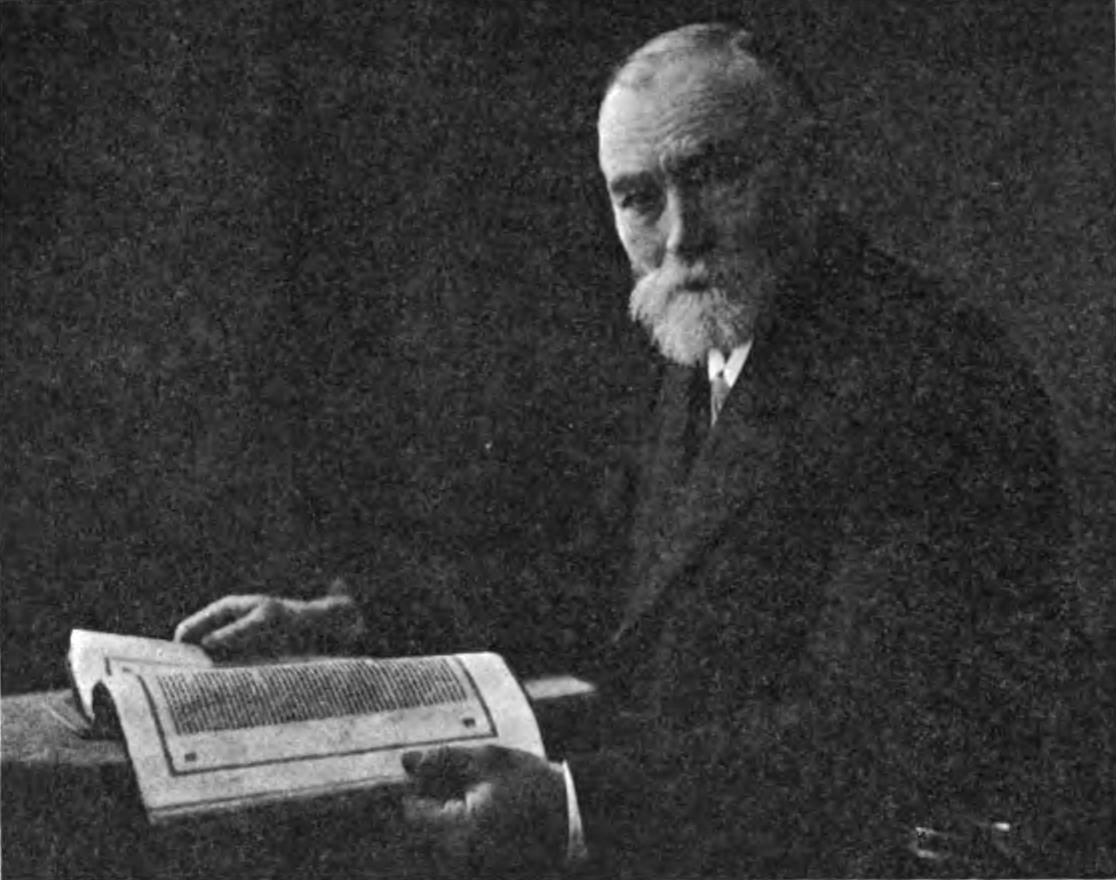
Frege en su vejez.

### Grundgesetzey etapa final (1893-1925)
La última gran obra de Frege fue el Grundgesetze der Arithmetik ("Leyes Básicas de la Aritmética"), cuyo primer volumen apareció en 1893. En este libro, Frege se dispuso a construir de manera formal la aritmética a partir de la lógica. Esto debería de haber sido su mayor logro: demostrar que las matemáticas eran reducibles a (y deducibles de) la lógica, algo que había esbozado ya en el Grundlagen y a lo que había dedicado toda su carrera. El Grundgesetze se topó con dos grades problemas. Por un lado, escarmentados del fracaso del Grundlagen y el Begriffsschrift, ningún editor quería publicar la obra. Frege consiguió finalmente disuadir a Hermann Pohle, un editor de Jena que había publicado artículos suyos anteriormente, de que accediera a imprimir el Grundgesetze, pero Pohle solo aceptó con la condición de editarla en dos volúmenes, y publicando el segundo volumen solo si el primero tenía éxito.
Como ocurriera con el Grundlagen, el primer volumen del Grundgesetze fue recibido fríamente. Esto retrasó la publicación del segundo volumen una década. Pese a ello, su publicación valió a Frege su ascenso a una cátedra honorífica en Jena, financiada con un sustancioso estipendio por la fundación Carl Zeiss, conseguida gracias a la intercesión de su amigo y mentor Ernst Abbe. 
Pese a su fracaso editorial, el Grundgesetze consiguió atraer la atención de la comunidad internacional a la obra de Frege. Su publicación espoleó una polémica con el matemático italiano Giuseppe Peano, quien hubo de modificar su propia axiomatización de la aritmética a fin de acomodar las críticas y tesis de Frege a la misma. La controversia con Peano atrajo la atención de Bertrand Russell, por entonces un joven filósofo en el Trinity College de la Universidad de Cambridge.
Entre 1893 y 1903, Frege se dedicó a escribir agrios artículos criticando a todos los filósofos y matemáticos que habían criticado su obra anteriormente. Escribió una reseña hostil contra la Philosophie der Arithmetik de Edmund Husserl, quien abrazó las críticas que Frege vertió en su obra y abandonó su psicologismo matemático a favor de las tesis logicistas de Frege.
 

El otro gran problema el Grundgesetze se reveló en 1902, cuando el segundo volumen del Grundgesetze estaba en la imprenta. Frege recibió una carta de Bertrand Russell en la que Russell señalaba que el quinto axioma del Grundgesetze hacía todo el sistema inconsistente. La carta de Russell, fechada el 16 de junio de 1902, comenzaba:
Querido Colega:
He sabido de tu Grundgesetze desde hace un año y medio, pero sólo ha sido ahora que he podido encontrar tiempo para el detallado estudio que pretendo dedicar a tus escritos. Estoy totalmente de acuerdo contigo en todos sus puntos principales, en particular en tu rechazo de todo elemento psicologicista en lógica, y en el valor que asignas a una notación conceptual para los fundamentos de las matemáticas y de la lógica formal que, de paso, a duras penas pueden distinguirse. En muchos detalles, encuentro en las discusiones, distinciones y definiciones de tus escritos todo lo que uno busca en vano en otros lógicos. En particular, en lo que respecta a las funciones (sección 9 de tu Notación Conceptual) he llegado independientemente a las mismas conclusiones incluso en detalle. He encontrado una dificultad tan sólo en un punto. Afirmas (p. 17) que una función puede también constituir el elemento indeterminado. Esto es lo que solía creer yo, pero este punto de vista me parece ahora dudoso debido a la siguiente contradicción: Sea w el predicado de ser un predicado que no puede ser predicado de sí mismo. ¿Puede w ser un predicado de sí mismo? De ambas respuestas se sigue una contradicción. Debemos por tanto concluir que w no es un predicado. Igualmente, no hay una clase (en su totalidad) de todas las clases que, en su totalidad, no sean miembros de sí mismas. De esto concluyo que bajo ciertas circunstancias un conjunto definible no forma un conjunto completo.
El quinto axioma afirmaba que si todo A es una B, y todo B es una A, entonces la clase de las As es idéntica a la clase de las Bs. Russell, por medio de la paradoja de Russell, señaló que este axioma permitía la existencia de una clase de todas las clases de cosas que no son miembros de sí mismas; pero si una cosa es miembro de sí misma, entonces no es un miembro de sí misma; pero si no es un miembro de sí misma, entonces es un miembro de dicha clase, lo cual es contradictorio. Así, Russell señalaba que el sistema de Frege no podía ser lógicamente consistente.
Frege recibió la carta de Russell con auténtico estupor. A diferencia de Peano, a quien Russell también había comunicado su paradoja, Frege reconoció con integridad intelectual el problema y, a fin de subsanarlo, trató de relajar el quinto axioma de sus sistema en uno de los apéndices del segundo volumen del Grundgesetze, donde discutió la paradoja de Russell y su posible solución. Su solución resultó ser asimismo lógicamente inconsistente, aunque Frege sostuvo durante unos años lo contrario.
Antes de su jubilación en 1918, Frege había abandonado toda pretensión de haber solucionado el problema, y aceptaba el fracaso de su sistema logicista. Para entonces, la lógica matemática de la que Frege había sido pionero había captado la atención de la comunidad filosófica y matemática, aunque Frege siguió siendo ignorado. Dedicó el resto de su vida a abordar la relación entre la lógica y la psicología, en una serie de artículos compilados como Investigaciones lógicas (1919-1923). La mayor parte de sus escritos de este período no fueron publicados hasta 1969. 
Murió en 1925 en Bad Kleinen, a donde se había retirado luego de su jubilación, dejando todos sus manuscritos a su hijo adoptivo Alfred.

### Diario y opiniones personales
Frege era una persona reservada e introvertida. Sus alumnos decían que se dedicaba a dar clase mirando a la pizarra, salpicando sus explicaciones de vez en cuando con comentarios profundamente sarcásticos. Su carácter y relativa oscuridad hace que solo se conozcan sus opiniones personales y carácter a través de sus propios manuscritos, en particular su diario privado, que fue recuperado por Michael Dummett en los años 70. 
La obra filosófica de Frege era de naturaleza extremadamente técnica, carente de cualquier vertiente práctica, tanto así que el filósofo y biógrafo inglés Dummett, uno de los grandes divulgadores de Frege, expresó su "consternación al descubrir, mientras leía los diarios de Frege, que su héroe era un antisemita." Tras la Revolución de Noviembre de 1918, las opiniones políticas de Frege se radicalizaron. Su diario personal durante los últimos años de su vida contienen opiniones de extrema derecha, opuestas al sistema parlamentario, a la democracia, a los liberales, los católicos, los franceses y los judíos, que consideraba debían ser privados de sus derechos políticos y expulsados de Alemania. Frege afirmaba que se había considerado en el pasado como un liberal y un admirador de Otto von Bismarck, pero pasó a simpatizar con el general Ludendorff y con Adolf Hitler. Frege criticó asimismo el sufragio universal y el socialismo. Frege tuvo trato amistoso con judíos en la vida real: uno de sus estudiantes fue Gershom Scholem, quien apreciaba mucho a su profesor; y Frege animó a Ludwig Wittgenstein a marchar a estudiar a Cambridge. El diario de 1924 de Frege fue publicado póstumamente en 1994. Las opiniones personales de Frege eran ignoradas por sus allegados, puesto que este nunca las expresó en público.

## Pensamiento
En 1879, Frege publicó su revolucionaria obra titulada Ideografía o Escritura de conceptos (Begriffsschrift), en la que sentó las bases de la lógica matemática moderna, iniciando una nueva era en esta disciplina que había permanecido prácticamente inalterada desde Aristóteles. Mediante la introducción de una nueva sintaxis, con la inclusión de los llamados cuantificadores («para todo» o «para al menos un»), permitió formalizar una enorme cantidad de nuevos argumentos. También fue el primero en distinguir la caracterización formal de las leyes lógicas de su contenido semántico.
Una vez fijados los principios axiomáticos de la lógica, acometió la tarea de edificar la aritmética sobre la base de aquella. Un problema en las revolucionarias obras de Frege es la cantidad de espacio impreso que requiere su notación; no fue realmente hasta la publicación de los Principia mathematica de Alfred North Whitehead y Bertrand Russell cuando el poder de la lógica formal, en una notación menos extensa (pero que requiere muchos signos de agrupación) fue apreciable. 

### Logicismo
Frege fue un defensor del logicismo, la tesis de que las matemáticas son reducibles a la lógica, en el sentido de que las verdades de la matemática son deducibles de las verdades de la lógica. Sin embargo su defensa del logicismo era de alcance limitado, aplicándola solo a la aritmética y a la teoría de conjuntos, puesto que Frege permaneció en gran medida kantiano respecto de la geometría. Su obra titulada Leyes básicas de la aritmética (Grundgesetze der Arithmetik) fue un intento de llevar a cabo el proyecto logicista. En 1902, con las pruebas corregidas del segundo volumen ya en la imprenta, recibió una carta de Bertrand Russell en la que le advertía acerca de una grave inconsistencia en su sistema lógico, conocida más adelante como la paradoja de Russell.
Frege introdujo a toda prisa una modificación en uno de sus axiomas, de la que dejó constancia en un apéndice de la obra. Este golpe a la estructura de su obra prácticamente puso fin a su actividad académica. Ante la casi total indiferencia de sus contemporáneos, tras la muerte de su esposa se recluyó en su nueva residencia de Bad Kleinen y permaneció mayormente en el anonimato hasta que Bertrand Russell lo dio a conocer, ya que habiendo llegado a los mismos resultados que Frege de manera independiente estaba en la capacidad de entenderle y fue el primer pensador de importancia en apreciar el gran valor de su obra. Pese a que el descubrimiento de la paradoja de Russell arruinó el proyecto logicista de Frege, este continuó trabajando y llegó a publicar una serie de importantes artículos, entre los cuales destaca El pensamiento: una investigación lógica, en donde básicamente se examina el contenido de las proposiciones, aquella parte objetiva que es transmisible a todo hablante en un enunciado declarativo. En los años sesenta el filósofo de Oxford Michael Dummett publicó una serie de importantes libros sobre la filosofía de Frege que revivieron el interés por su obra y lo reincorporaron al debate filosófico.

### Filosofía del lenguaje
La teoría del significado de Frege se enfrenta a la tradición psicologista que asigna contenidos mentales a las palabras como sus significados. Frege se enfrenta a esta tradición en su artículo Sobre el sentido y la referencia, e inaugura una importante tradición en la filosofía del lenguaje.
La tesis según la cual las palabras son signos de ideas es expuesta por John Locke en su Ensayo sobre el entendimiento humano. Locke, partiendo de la finalidad comunicativa del lenguaje, define las palabras como "signos de concepciones internas". Estas "concepciones internas", ideas, son entidades que están contenidas en nuestra mente; la gente mediante palabras comunica tales ideas. Las ideas vienen de nuestra experiencia sensible. Para Locke no existe una relación directa entre el lenguaje y el mundo, sino que el lenguaje es una herramienta con la que comunicamos nuestras ideas.
Por su parte, en su artículo titulado Sobre el sentido y la referencia, Frege comienza preguntándose por los enunciados de identidad, de los cuales distingue dos tipos: 
1. a = a
2. a = b

y razona de este modo: los enunciados del tipo (1) son triviales, pero no ocurre igual con los enunciados del tipo (2). La relación de identidad que aparece en estos enunciados no puede ser entre signos de objetos ni entre objetos. Si la identidad es entre objetos la información que nos proporciona (1) no es diferente de la que nos proporciona (2). Si la relación se da entre nombres de objetos, entonces no estamos diciendo nada extralingüístico. Así pues Frege soluciona esta cuestión distinguiendo en las expresiones la referencia y el sentido. La referencia es el objeto mismo que designamos con un signo, el sentido expresa el modo de darse el objeto. Es decir, con (2) expresamos dos modos diferentes de referirnos a un mismo objeto.
Mientras que según la tesis de que las palabras son signos de ideas las palabras significan ideas subjetivas que se encuentran contenidas en la mente de los hablantes, la teoría del significado presentada por Frege en Sobre el sentido y la referencia nos dice que los signos significan los modos de darse los objetos a los que nos referimos con nuestras palabras. El sentido es una aproximación al objeto mismo. Por ejemplo, si profiero una expresión como "Venus es Héspero", se está diciendo que el objeto al que refiere "Venus" es el mismo objeto al que refiere "Héspero". Ambas expresiones son nombres para el mismo objeto. Ahora bien, Venus es un nombre internacionalmente conocido, con el que algunos hablantes asociarán unas propiedades, mientras que al nombre "Héspero" se le asignarán propiedades diferentes. De esta manera alguien podría llegar a pensar que es falso.
Como según la tesis de Locke nuestras palabras son signos de ideas que de hecho están en nuestra mente, Frege rompe con este psicologismo defendiendo en su lugar un realismo, más objetivo y preciso a la hora de determinar los significados de nuestras expresiones. Para Frege nuestras palabras refieren a objetos y además expresan modos de darse tales objetos, es decir, que tienen sentido. Ahora bien, ¿es el sentido de una expresión una representación subjetiva del hablante? No, pues dice Frege: "De la referencia y del sentido del signo hay que distinguir la representación a él asociada". De este modo, la referencia de un signo es un objeto, si el objeto es sensible, la representación que tengo no es más que una "imagen interna" construida a partir del recuerdo de las sensaciones que tal objeto me produjo, y en esto se diferencia la representación subjetiva de la referencia.
Pero ¿y el sentido? Tampoco. El sentido de un signo "puede ser propiedad común de muchos" mientras que "la representación es subjetiva". El sentido de una expresión se entiende en la medida en que se tiene un cierto conocimiento del referente.
Hasta ahora se ha hablado de la referencia como si todas nuestras expresiones refiriesen a un objeto. Sin embargo para Frege esto no es así. Hay expresiones que parece que apuntan hacia un objeto, lo que hace que concibamos su sentido sin que tal referencia exista. Es el caso de expresiones como el "mayor número natural" o "el político más inútil", pues para cada número natural siempre existe otro mayor, y para cada político inútil siempre existe otro que lo es más. A pesar de todo, los significados de esta clase de expresiones tampoco son ideas privadas de la mente de los hablantes.
Frege rechaza de plano la tesis de que las palabras son signos de ideas. He tomado la tesis tal y como la expone Locke, como que las ideas son entidades que están contenidas en la mente de los hablantes. A estas ideas solo tiene acceso el mismo hablante, y las palabras las usamos como signos de estas ideas para comunicarlas. Frege rompe con este psicologismo, según el cual los significados y los conceptos son entidades privadas, para abrirse a un nuevo paradigma de corte platónico: el realismo del significado, desde donde defiende que nuestras palabras refieren a objetos del mundo, tienen referencia y, también, sentido. El sentido viene dado por el conocimiento que se tiene de la referencia, sin que de aquí se siga que es algo subjetivo, con respecto a esto dice Frege que "la humanidad tiene un tesoro común de pensamientos, que transmite de una generación a otra", es decir, los sentidos, los significados de las palabras pertenecen a comunidades de hablantes y no a las mentes de los individuos; lo que es exclusivo de los hablantes son sus representaciones subjetivas, de las que las palabras no son signos.

## Influencia

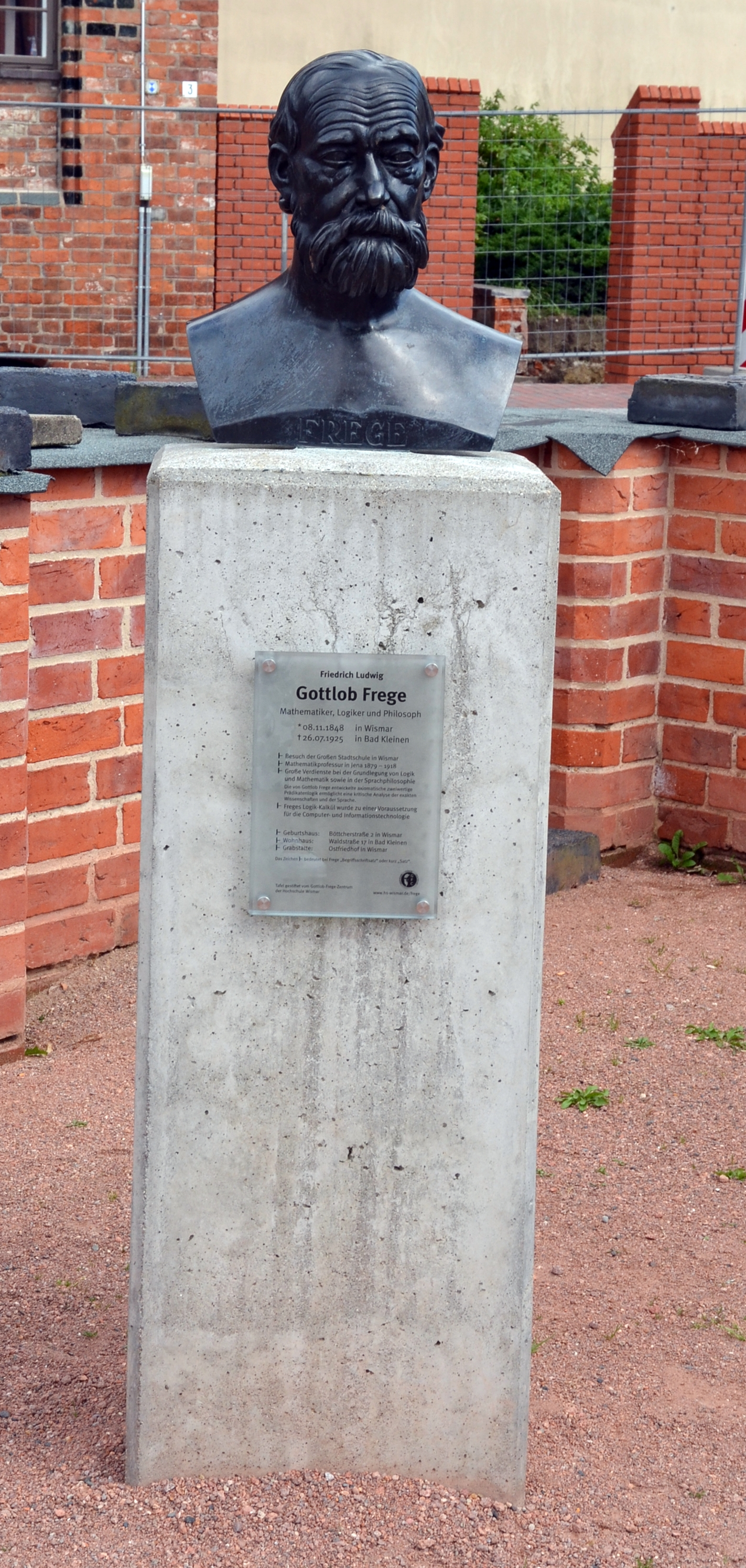
Busto de bronce del matemático, lógico y filósofo alemán Gottlob Frege por Karl Heinz Appelt en Wismar.

El trabajo de Frege en los fundamentos de la matemática influyó directamente en los Principia Mathematica de Bertrand Russell y Alfred North Whitehead. Ludwig Wittgenstein y Edmund Husserl también fueron otros filósofos profundamente influidos por Frege. Rudolf Carnap hizo suyas muchas de las tesis logicistas de Frege, y desarrolló gran parte de su filosofía con base en la de Frege. De este modo, Frege se convirtió en el padrino intelectual del círculo de Viena. Por ello, Frege está considerado como el padre de la escuela analítica de filosofía.
Frege fue una figura clave para la filosofía del lenguaje. La distinción entre sentido y referencia y entre concepto y objeto se deben a él. En 1930, los teoremas de incompletitud de Gödel socavaron parte del proyecto logicista de Frege. Los teoremas muestran que para cualquier sistema formal que tenga el poder suficiente para expresar la aritmética, habrá proposiciones verdaderas en el sistema que no pueden ser demostradas, ni sus negaciones refutadas. Pese a ello, la contribución de Frege como el gran pionero de la lógica matemática es abiertamente reconocida.
Gilles Deleuze articula su Lógica del sentido con base en la proliferación infinita de entidades verbales o paradoja de Frege, según la cual "dada una proposición siempre puede tomarse su sentido como lo designado de otra proposición".

## Obra
- Ideografía (1879) (Begriffsschrift)
- Los fundamentos de la aritmética (1884) (Die Grundlagen der Arithmetik)
- Las leyes básicas de la aritmética (dos volúmenes) (1893-1903) (Grundgesetze der Arithmetik)
- Sobre el sentido y la referencia (1892) (Über Sinn und Bedeutung)